# Église Saint-Georges de Banoštor
Pour les articles homonymes, voir Église Saint-Georges.
L'église Saint-Georges de Banoštor (en serbe cyrillique : Црква светог Георгија ; en serbe latin : Crkva svetog Georgija) est une église orthodoxe située dans le village de Banoštor, en Serbie, dans la municipalité de Beočin et dans le district de Bačka méridionale. Construite dans la première moitié du XIXe siècle, elle est inscrite sur la liste des monuments culturels de grande importance de la république de Serbie (identifiant no SK 1093).

## Présentation
L'église Saint-Georges se trouve à Banoštor, un village situé à 30 kilomètres au sud-ouest de Novi Sad, le long du Danube. Le village est mentionné pour la première fois au XIIe siècle, ce qui en fait un des villages les plus anciens de la région de Syrmie ; il fut autrefois le siège d'un évêché.
L'édifice est constitué d'une nef unique prolongée par un chœur rectangulaire ; un clocher trapu surmonte la partie occidentale de l'église.
L'église possède une iconostase qui lui donne toute son importance. Elle a été sculptée par Maksim Lazarević en 1833, dans un style classique ; les icônes ont été peintes par Konstantin Pantelić en 1836, ainsi qu'en témoigne une inscription située sur les portes royales. Les fresques qui ornent les murs sont d'un autre artiste, inconnu. L'église abrite une icône représentant une Vierge à l'Enfant, copie de la Vierge dite « de Vinča » ; cette œuvre baroque du XVIIIe siècle est due à Grigorije Davidović-Opšić, un peintre originaire de Čalma qui était au service du patriarche Arsenije IV Jovanović-Šakabenta.
L'église conserve également des objets liturgiques, dont des tables de chœur, remontant au XVIIIe siècle.